# Dead Broke
Dead Broke, stilizzato ☆DEADBROKE☆, è un EP collaborativo tra i rapper statunitensi Lil Peep e ItsOkToCry, pubblicato il 3 marzo 2016.

## Antefatti
L'EP fu annunciato circa un quarto d'ora prima della sua pubblicazione, il 3 marzo 2016.
Durante la settimana in cui fu registrato l'EP, ItsOkToCry si fece uno dei suoi primi tatuaggi faciali, Pray for Me.

## Registrazione
Per produrre e missare l'EP, ItsOkToCry e Lil Peep rimasero svegli tre notti consecutive. Secondo Itsoktocry, il pezzo di Yang Metal nel brano Rockstar è stato registrato molto velocemente, per poi essere pubblicato poco dopo all'interno dell'EP.

## Promozione
L'EP fu pubblicato durante il corso di un'intervista con Lil Peep, in collaborazione con ItsOkToCry e Yunggoth, pubblicata sul canale Youtube "TRILLPHONK" il 10 marzo 2019. L'intervista contiene inoltre una sorta di video musicale dedicata al brano Walk (stilizzato WALK), il quale unisce parti dell'intervista con un'esibizione in live eseguita a Denver, in Colorado.

## Tracce
1. WALK (feat. Yunggoth✰) – 2:57 (testo: Gustav Åhr, Larry, Luis Venegas – musica: Hounds)
2. Rockstar (feat. Yang Metal) – 2:00 (testo: Gustav Åhr, Larry, Yang Metal – musica: Willy G)
3. SIXTEEN SWISHERS (feat. Yunggoth✰) – 2:21 (testo: Gustav Åhr, Larry, Luis Venegas – musica: DJ Patt)

## Formazione

### Musicisti
- Lil Peep – voce, testi
- Yunggoth✰ – voce, testi
- Yang Metal – voce, testi

### Produzione
- Hounds – produzione
- Willy G – produzione
- DJ Patt – produzione